# Anti-szörny különítmény
Az Anti-szörny különítmény (eredeti cím: Dork Hunters from Outer Space) 2008-ban futott amerikai–kanadai televíziós 2D-s  számítógépes animációs sorozat, amelynek rendezője Chris Evans. Az írói Rick Ungar és Steven Darancette, a producere Stuart Evans. A tévéfilmsorozat az Image Entertainment és a BKN International AG gyártásában készült. Műfaját tekintve sci-fi filmsorozat, akciófilm-sorozat, filmvígjáték-sorozat és kalandfilmsorozat. Az Egyesült Királyságban a BKN vetítette, Magyarországon a Megamax sugározta.

## Ismertető
A föld veszélyes helyzetbe került. Megszállták bolygóközi gaztevők, akik embereknek vannak álcázva. Ott járnak az emberek között és minden helyen ott vannak. Fontos, hogy valaki levadássza és megállítsa őket. Ez három tinédzser idegennek sikerül, akik eljöttek ennek érdekében, hogy kettő földhöz kötött jó társukkal közösen megmentsék a földet és megvédjék a teljes galaxist. Eközben arra a küzdelemre akarnak törekedni, hogy megoldják a problémát a New Jersey lakosai között élő átlagos tinédzserek életével szemben.

## Szereplők
- Dork
- Mac
- Romeo
- Eddie
- Angie

## Epizódok

### 1. évad
1. A spori sztori (The Ref)
2. Múzeumlátogatás (Field Trip)
3. Csatornagyakorlatok (Tunnel Vision)
4. Kész cirkusz (Big Top)
5. Bolhapiac (Flea Market)
6. Kutyaszorító (Dog Gone)
7. A klónok támadása (Fast Food Friends)
8. Sztárral szemben (Zero to Hero)
9. A szörnyikátor (The Dorkinator)
10. Játékháború (Toy Soldiers)
11. A sólyom (The Falcon)
12. Szikés tuba (Finding Sidney)
13. Rómeó és Júlia (Romeo and Julia)
14. Rock és tűsarok (3 RD Rock Star)
15. Harcra vetett hal (Fish out of Water)
16. Szörnyeinstein (Dr. Dorkenstein)
17. Valami vadság (Wild Dork Kingdoom)
18. Agyilag sötét zsaruk (The D-Files)
19. Lúzer sziget (Loser Island)
20. Debbie nagy lopása (Debbie, We Hardly Knev Ye)
21. Szabadnapos diri (Principal Jones Day Off)
22. Őrségváltás (Break Up)
23. Diszkóláz (Dog Days of Disco)
24. Endonelfme internet (Jean Splicing)
25. Végtelenül (Dorks of Hazzard)
26. Észvesztő (Mind Wavy Gravy)

### 2. évad
1. Nyári szünet 1. rész (Summer Vacation Part1)
2. Nyári szünet 2. rész (Summer Vacation Part2)
3. Nyári szünet 3. rész (Summer Vacation Part3)
4. Szörnyilla (Dorkzilla)
5. Magánsuli (Private School)
6. Kutyaszorító (Scavenger Hunt)
7. Csont nélkül (Bone of Contention)
8. Marha jaj (Sushi Sydnei)
9. Szörnyakták (The 'D' Files)
10. Az utolsó rész jogán? (The Final Episode or Not?)